# Долтон (Јужна Дакота)
Долтон (енгл. Dolton) град је у америчкој савезној држави Јужна Дакота.

## Демографија
По попису из 2010. године број становника је 37, што је 4 (-9,8%) становника мање него 2000. године.
| Група             | 2000.       | 2010.      |
| Белци             | 41 (100,0%) | 32 (86,5%) |
| Афроамериканци    | 0 (0,0%)    | 0 (0,0%)   |
| Азијати           | 0 (0,0%)    | 0 (0,0%)   |
| Хиспаноамериканци | 0 (0,0%)    | 1 (2,7%)   |
| Укупно            | 41          | 37         |